# ステイヤーズミリオン
ステイヤーズミリオン（Stayers' Million）は、英国競馬統括機構が主催していた長距離レースシリーズの名称である。

## 沿革
イギリス競馬の短距離化への対抗、および長距離路線の保護を目的として、2018年に英国競馬統括機構によって創設された。
開催初年度に興行的な成功を収めたため、アラブ首長国連邦・ドイツ・フランス・アイルランドからそれぞれ1レースずつが新たに予選レースに導入され、シリーズの更なる発展が期待されていたが、2019年のシリーズ終了をもって僅か2年で廃止となった。結果、同シリーズを2年連続完全制覇したストラディバリウスが唯一の完全制覇達成馬となっている。

## 概要
予選レースとして8つ、本戦レースとして3つの計11レースが対象となっており、その内予選レースを1つ以上、尚且つ本戦レースを全て優勝した場合「完全制覇」となる。完全制覇を達成した競走馬には、100万ポンド(馬主に70%、調教師・厩務員・生産者・騎手に7.5%ずつ)の報奨金が贈呈された。

## 歴史
- 2018年
  - 本シリーズ創設。スポンサーは損害保険会社のウェザビーズ・ハミルトン。
  - ストラディバリウスが完全制覇を達成。[4]
- 2019年
  - この年から予選レースが8つに増加した。
  - ストラディバリウスが2度目の完全制覇を達成。[5]
  - この年をもって廃止。

## シリーズ対象レース

### 予選レース
|       | 競走名                         | 格付 | 施行競馬場           | 施行コース | 備考         |
| ----- | ------------------------------ | ---- | -------------------- | ---------- | ------------ |
| 第1戦 | ドバイゴールドカップ           | G2   | メイダン競馬場       | 芝3200m    | 2019年から。 |
| 第2戦 | ヴィンテージクロップステークス | G3   | ナヴァン競馬場       | 芝1m6f     | 2019年から。 |
| 第3戦 | サガロステークス               | G3   | アスコット競馬場     | 芝1m7f209y |              |
| 第4戦 | オーモンドステークス           | G3   | チェスター競馬場     | 芝1m5f84y  |              |
| 第5戦 | オレアンダーレネン賞           | G2   | ホッペガルテン競馬場 | 芝3200m    | 2019年から。 |
| 第6戦 | ヨークシャーカップ             | G2   | ヨーク競馬場         | 芝1m5f188y |              |
| 第7戦 | ヘンリー2世ステークス          | G3   | サンダウン競馬場     | 芝2m50y    |              |
| 第8戦 | ヴィコンテスヴィジエ賞         | G2   | パリロンシャン競馬場 | 芝3000m    | 2019年から。 |

### 本戦レース
|       | 競走名             | 格付 | 施行競馬場         | 施行コース |
| ----- | ------------------ | ---- | ------------------ | ---------- |
| 第1戦 | ゴールドカップ     | G1   | アスコット競馬場   | 芝2m3f210y |
| 第2戦 | グッドウッドカップ | G1   | グッドウッド競馬場 | 芝2m       |
| 第3戦 | ロンズデールカップ | G2   | ヨーク競馬場       | 芝2m56y    |

## 対象レース優勝馬一覧
- 完全制覇達成馬は背景を黄色として区別している。
- シリーズ対象でない年は記載していない。

### 予選レース
| 年     | ドバイゴールドC | ヴィンテージクロップS | サガロS    | オーモンドS | オレアンダーレネン賞 | ヨークシャーC | ヘンリー2世S | ヴィコンテスヴィジエ賞 |
| ------ | --------------- | --------------------- | ---------- | ----------- | -------------------- | ------------- | ------------ | ---------------------- |
| 2018年 |                 |                       | Torcedor   | Idaho       |                      | Stradivarius  | Magic Circle |                        |
| 2019年 | Vazirabad       | Master of Reality     | Dee Ex Bee | Morando     | Raa Atoll            | Stradivarius  | Dee Ex Bee   | Vazirabad              |

### 本戦レース
| 年     | ゴールドC    | グッドウッドC | ロンズデールC |
| ------ | ------------ | ------------- | ------------- |
| 2018年 | Stradivarius | Stradivarius  | Stradivarius  |
| 2019年 | Stradivarius | Stradivarius  | Stradivarius  |